# 雨果·英格利斯
雨果·英格利斯（英語：Hugo Inglis，1991年1月18日—），新西兰男子曲棍球运动员。他曾代表新西兰国家队参加2010年、2014年、2018年和2022年英联邦运动会曲棍球比赛，获得一枚银牌和一枚铜牌。